# The Capital
The Capital es un periódico diario publicado en Annapolis desde 1884. Su periódico hermano, The Gazette, es uno de los periódicos más antiguos de América, y sus orígenes se remontan a principios del siglo XVIII. The Capital sirve a la ciudad de Annapolis, gran parte del condado de Anne Arundel, y la vecina isla de Kent en el condado de Queen Anne. Siendo un periódico vespertino durante la mayor parte de su existencia, se trasladó a las mañanas a partir del 9 de marzo de 2015.
The Capital, el Maryland Gazette y sus publicaciones hermanas han sido elaboradas e impresas durante más de 270 años en numerosos lugares en Annapolis y sus alrededores.
La compañía se trasladó de sede siete veces, como por ejemplo a 3 Church Circle a 213 West St. en 1948, a 2000 Capital Drive en 1987, a Gibralter Road unos años después, y a 888 Bestgate Road en 2014.
The Capital fue adquirido por The Baltimore Sun Media Group en 2014.

## Historia
Uno de los periódicos hermanos de The Capital es Maryland Gazette y es uno de los periódicos más antiguos publicados en los Estados Unidos. Maryland Gazette fue fundado en Annapolis el 16 de septiembre de 1727 por William Parks.
Originalmente conocido como The Evening Capital, el nombre se acortó a su forma actual con el inicio de la entrega en la mañana del fin de semana en 1981. Su transición a un periódico matutino de siete días se anunció el 8 de febrero de 2015 y se implementó el 9 de marzo.

### Era moderna
En 1955, The Evening Capital dejó de ser un periódico semanal. Después de la muerte por suicidio en 2006 del entonces editor y propietario, Philip Merrill, Landmark Communications tomó el control total de la compañía matriz de The Capital, Capital Gazette Communications, LLC, que publicó The Capital, Maryland Gazette, Bowie Blade-News, Crofton-West County Gazette, y Capital Style Magazine.
El 3 de enero de 2008, se informó que Landmark Communications, empresa matriz de The Capital, estaba a la venta.
El Maryland Gazette, un periódico hermano de The Capital, se publica dos veces por semana, los miércoles y sábados, y cubre el norte del condado de Anne Arundel. El límite sur para la entrega a domicilio del Maryland Gazette comienza al norte de Severna Park, un suburbio al norte de Annapolis.
A partir de 2013, The Capital tenía una circulación diaria de alrededor de 30 000. Los diarios son impresos en una prensa computarizada de Goss International Headliner de alta velocidad.
El 28 de junio de 2018 ocurrió un tiroteo en la sala de prensa del periódico.